# Joaquín Ricaurte Torrijos
Joaquín Ricaurte Torrijos (n. 1766-†1820) fue un militar neogranadino, quien participó en la Guerra de la Independencia de Colombia donde alcanzó el grado de general de división. 
Nacido en Santafé en 1766 y fallecido en la misma ciudad el 26 de julio de 1820, hijo de Juan Agustín Ricaurte Terreros y de Gertrudis Torrijos Rigueiros.

## Primeros años
Joaquín Ricaurte fue admitido en el Colegio Mayor del Rosario en 1780, siendo colegial de filosofía en 1781, de jurisprudencia en 1784 y secretario del Colegio en 1802 y 1803.

## Carrera militar
Ricaurte abrazó la causa republicana como uno de los ciudadanos prominentes que firmó el Acta de Independencia de la Nueva Granada el 20 de julio de 1810. El 6 de noviembre aparece como oficial en el recién Batallón de Infantería Guardias Nacionales con el rango de sargento mayor. 
Su rol como militar comenzó a tener figuración en 1812 con el grado de coronel, cuando asumió como segundo comandante del ejército, que dirigido por su sobrino el brigadier Antonio Baraya Ricaurte, marchó para combatir a las Provincias Unidas que se oponían al gobierno del presidente Antonio Nariño.
Como Baraya terminara tomando partido a favor de las Provincias Unidas de la Nueva Granada, Ricaurte marchó contra las fuerzas centralistas de Antonio Nariño que ahora comandaba el general y expresidente José Miguel Pey, participando en la victoria de Paloblanco del 19 de julio y como comandante de vanguardia en la de Ventaquemada el 2 de diciembre de 1812. Reasumió la segunda comandancia del ejército federal en la toma de Santafé del 9 de enero de 1813, en la que resultó derrotado.

### Campaña en Venezuela
Comandante de Cúcuta para los comienzos de la primera campaña libertadora sobre Venezuela. Participó de la defensa de Valencia que comandó el general Rafael Urdaneta entre marzo y abril de 1814, y lo acompañó como segundo comandante en la batalla de San Carlos del 16 siguiente. Presentadas las tropa ante el general Bolívar, Ricaurte pasó a ocupar un lugar de combatiente regular, al haber quedado la dirección de la guerra bajo fuero exclusivamente venezolano. Como tal acompañó a Urdaneta en la persecución de las tropas españolas vencidas en Carabobo, en la ocupación de San Carlos del 1.º de julio y la de Trujillo. Urdaneta se ve forzado a retirarse a Mérida y es atacado en Mucuchíes el 7 de diciembre donde recibe cerca de cuatrocientas bajas.
Forzado a moverse hacia Cúcuta, Urdaneta recibe en esa ciudad la orden de destinar parte de sus tropas a Casanare. En dicha provincia, Joaquín Ricuarte ya figura con el rango de coronel siendo comandante de la división, en el momento en que el coronel español Sebastián De la Calzada marcha desde Guasdualito con la consigna de destrozar a la división patriota. Ricaurte intentó bloquear el avance de De la Calzada en su avance por los ríos Lipa, Ele y Casanare pero fracasó en sus intentos. El coronel Ricaurte resuelve atacar a las tropas de De la Calzada en las llanuras de Chire, aportándole una importante victoria a las tropas republicanas el 31 de octubre de 1815.
Ricaurte envía tropas al mando del comandante Miguel Guerrero a ocupar Guasdualito, y poco tiempo después de obtenido ese resultado a asegurada el área, Ricaurte renuncia al comando del Ejército de Oriente, afligido por un deteriorado estado de salud.
Después de la Batalla de Boyacá el 7 de agosto de 1819, el Virrey Juan Sámano, decide huir a Cartagena, motivo por el cual el Coronel del Rey Simón Muñoz, quien se encontraba en Popayán, sale al encuentro de Sámano, para reforzarlo, pensando que este marcharía a Cartagena vía Cartago, por otra parte las fuerzas Españolas apostadas en Bogotá se pusieron en marcha hacia Popayán  bajo el mando del coronel Sebastián Calzada, con unos 450 hombres de infantería, este al enterarse de los movimientos guerrilleros de los patriotas en el Valle del Cauca, envía al coronel Miguel Rodríguez, con soldados veteranos enarbolando una bandera negra, consigna del exterminio total que se avecinaba, además de la sed de venganza por el ataque sufrido por parte del gobernador Coronel  Pedro Domínguez, que había sido atacado mortalmente y habían dejado herido. Miguel Rodríguez años después sería fusilado en Cartago
Una vez las tropas en Anserma que habían salido en busca de Sámano,  el General Joaquín Ricaurte sale en su persecución  y dispone de la tropa en Anserma, bajo el mando del Capitán Juan José Alcántara, con el fin de impedirle un receso hacia el este del Valle y la fuerza no fuera atacado por la vanguardia y retaguardia, mientras tanto el general Ricaurte, llamado “El Bola” regresa al tener conocimiento de las tropas españolas en Buga y va la vanguardia hasta el río Sonso,  con un ejército al mando de Juan Runnel, compuesto por mil hombres, con la mayor cantidad de armas blancas y de fuego, 700 hombres a caballería, 200 lanceros y 100 fusileros, todo el Valle era patriota y el espionaje era grande. Los pantanos cerca a Buga, incidieron en la estrategia para el ataque.
El papel más prestigioso que jugó Runnel en los esfuerzos patriotas fue en la batalla de San Juanito. Sus bandas irregulares se incorporaron al ejército patriota del coronel Joaquín de Ricaurte. En un marcado contraste con los bárbaros salvajes descritos por García Vásquez, hubo informes oficiales sobre el hecho de que el obispo de Buga había bendecido a los hombres de Runnel, camino del campo de batalla.! En su parte oficial de la batalla, Ricaurte destacó el papel de “los Pueblos del Valle reunidos en masa al mando del inglés ciudadano Juan Runel”. Logró que las fuerzas de Runnel se Incorporaran al ejército patriota antes del decisivo encuentro de San Juanito. Ricaurte antes de rodearlos e intimidarlos, y obligarlos a que se rindiesen, envió a María Antonia, a  incendiar a todas las casas pajizas que circulaban el Trapiche y la de teja que ocupaba, por otro lado hizo marchar una división de Caballería con algunos fusileros y un Esmeril al mando de Runnel a tomarse el trapiche. Este benemérito y valiente Ciudadano, con la mayor impavidez voló a ello: en el tránsito despedazó poco menos de cincuenta hombres, que por la espalda de la casa le acometieron; y llenando cumplidamente mis órdenes y se mantuvo firme en aquel punto haciendo fuego hasta las 6 de la noche ... Donde finalmente Rodríguez y los hombres que quedaban vivos se rindieron, no ante el viejo y enfermo general Ricaurte, sino ante un corsario Inglés y hecho coronel por los Criollos, que no sabemos si realmente se llamaba Juan Runnel. 
El parte final del general Ricaurte fue de tres muertos y diez heridos del ejército patriota.
Esta acción militar permitió que Popayán fuera ocupada por las tropas del gobierno al mando del coronel Joaquín París, sobrino en segundo grado del general Ricaurte, quien pidió letras de cuartel y logró instalarse en su ciudad natal, para morir pocos meses después.

## Muerte
El general Ricaurte logró mantenerse oculto durante el periodo de la reconquista española. El 29 de septiembre de 1819 se reincorporó a las fuerzas republicanas y le propuso sitio en Buga a los hombres comandados por el coronel Miguel Rodríguez, resultando victorioso y motivando al coronel De la Calzada a huir de Popayán a Pasto. Esta acción militar permitió que Popayán fuera ocupada por las tropas del gobierno al mando del coronel Joaquín París, sobrino en segundo grado del general Ricaurte, quien pidió letras de cuartel y logró instalarse en su ciudad natal, para morir pocos meses después.

## Familia
Joaquín Ricaurte contrajo matrimonio en Villa de Leiva en 1791 con Ignacia Neira Neira, hija de José Neira Medina y Gertrudis Teresa Neira Rigueiros. Fueron padres de Timoteo, Joaquín, Manuel, Celestino, Ana Josefa, Indalecia, Blasina, Máximo Valerio Ricaurte Neira.